# Alle frontiere del Texas
Alle frontiere del Texas (Fuera de la Ley) è un film del 1964 diretto da León Klimovsky.

## Trama
Tom Carter manda suo figlio Billy a chiedere l'aiuto dello sceriffo, quando la fattoria è stata attaccata dagli uomini di Jon Pryce. Ma, al suo ritorno, trova il padre morto assassinato e si mette alla ricerca degli assassini assunti da Pryce.